# Sierra Ministra
La sierra Ministra es una de las sierras occidentales del sistema Ibérico, sirviendo de enlace con el sistema Central, situada entre las provincias de Soria y Guadalajara, con vertientes a las cuencas del Duero y del Ebro, al norte, y a la cuenca del Tajo, al sur. Se extiende hacia la Submeseta Norte al norte, hacia los altos de Barahona y la sierra de Pela al oeste, hacia la sierra del Solorio por la Tierra de Medinaceli al este y hacia el valle del Tajuña y el Alto Tajo al sur.

## Descripción
Sus cerros, de plegamiento, son, por lo general, de escasa altura y prominencia y de escaso desnivel en sus laderas, no superando en ningún caso los 1350 m de altitud y los 300 de prominencia. Precisamente, esta escasa prominencia y este escaso desnivel permiten que entre cerros y valles se abran paso la A-2, el ferrocarril Madrid-Barcelona y la línea de alta velocidad Madrid-Zaragoza-Barcelona. Destacan entre sus cerros Ministra (1312 m, el mayor de la sierra), Alto de la Mata (1277 m), La Morra (1235 m), Otero I (1231 m), Alto del Rasero (1229 m), Valdelacelada (1227 m), Torrellana (1227 m), Puntal del Escobar (1222 m), Alto Malo (1220 m), La Morrilla (1214 m), cerro San Cristóbal (1214 m), Monte Alto (1213 m), Majonazo I (1198 m), Cabeza Gorda (1179 m), Sierra de Bujalcayado (1125 m) y Alto de El Monte (1124 m).
De sus cerros nacen importantes ríos en la zona, tales como el Henares y el Dulce, que excava a su paso el espectacular cañón de Pelegrina, para la cuenca del Tajo, el Bordecorex o Torete para la cuenca del Duero y el Jalón para la cuenca del Ebro, que dejan fértiles vegas a sus orillas.

## Demografía
Son muchos los pueblos que se asientan en toda la sierra siguiendo dos características notables en todos ellos: una, la abundancia de valles que surgen de sus cerros, y otra, pese a que las vegas son muy estrechas y los montes muy próximos entre sí, el escaso desnivel, por lo general, de éstos hace que los pueblos puedan extenderse por las laderas incluso hasta sus cimas. Así, en épocas medievales, cuando la frontera entre el reino cristiano de Castilla y los reinos musulmanes del sur estaba por la zona, fue fruto de numerosas fortificaciones tales como las de Sigüenza, Palazuelos, Medinaceli, Pelegrina o Riba de Santiuste. Entre las poblaciones que hay en la sierra Ministra destacan por encima de todas las históricas Sigüenza y Medinaceli, desarrollándose a su alrededor otras menores como Alcolea del Pinar, Algora, Anguita, Fuencaliente de Medinaceli, Layna, Mandayona, Miño de Medinaceli, Mirabueno, Palazuelos, Sienes y Torremocha del Campo.
Estos pueblos han basado su economía en la agricultura de secano y a la de regadío, siempre que las estrechas vegas lo permitiesen. Hoy, salvo cierta industrialización de Sigüenza y Medinaceli, las pensiones de jubilación, por la alta edad media de sus poblaciones, y el turismo, principalmente en estas dos poblaciones y en el entorno del parque natural del Barranco del río Dulce, son el motor económico de la zona. Sin embargo, la despoblación es mal endémico de los pueblos de la sierra Ministra. Tan sólo ha conseguido mantener población desde hace décadas Sigüenza, el resto de poblaciones han ido sufriendo un paulatino descenso de población llegando incluso algunas a despoblarse, como son los casos de Querencia o Sayona.